# Pál Faragó
Pál Faragó (rumänisch Paul Farago; * 4. April 1886 in Pereg, Königreich Ungarn; † 1. Dezember 1969 in Cluj) war ein ungarischer Schachkomponist, der in Ungarn, später in Rumänien lebte.
Faragó benutzte das Pseudonym Ralf Gapoa.

## Schachkomposition
Faragó veröffentlichte seine erste Studie 1899 im Alter von 13 Jahren. Neben weiteren Auszeichnungen nahm Faragó erfolgreich an verschiedenen Schacholympiaden teil. Bei der deutschen „Schachgegenolympiade“ 1936 in München erhielt er die Goldmedaille bei 134 Einsendungen, im Jahr 1952 erreichte er in Helsinki den dritten Platz.
Faragó wurden in den Jahren 1955 und 1961 die Titel „Meister des Sports“ und „Verdienter Meister des Sports“ verliehen. Im Jahr 1956 wurde er zum Internationalen Schiedsrichter für Schachkomposition ernannt. Posthum erreichte er die Norm für den Titel Internationaler Meister der Schachkomposition.
Im November 1936 übernahm Faragó die Studienabteilung der Revista Română de Şah, die er bis zuletzt leitete. Die Studienabteilung der Magyar Sakkvilág bearbeitete Faragó mehr als zehn Jahre lang.
Eine von Faragós Kompositionen mit Namen Labirint, veröffentlicht 1944 in der Zeitschrift Magyar Sakkvilág, wurde erst nach 19 Jahren gelöst.
|   | a | b | c | d | e | f | g | h |   |
| 8 |   |   |   |   |   |   |   |   | 8 |
| 7 |   |   |   |   |   |   |   |   | 7 |
| 6 |   |   |   |   |   |   |   |   | 6 |
| 5 |   |   |   |   |   |   |   |   | 5 |
| 4 |   |   |   |   |   |   |   |   | 4 |
| 3 |   |   |   |   |   |   |   |   | 3 |
| 2 |   |   |   |   |   |   |   |   | 2 |
| 1 |   |   |   |   |   |   |   |   | 1 |
|   | a | b | c | d | e | f | g | h |   |

Lösung:

Nach 1. h5? Ka6!! 2. h6 g3 3. h7 g2 4. Kg7 g1D+ gibt Schwarz so lange Schach, bis die schwarze Dame auf g6 angelangt ist und der weiße König nach h8 ziehen muss. Es folgt Kb5, Df7 und Df8 matt. Eine mögliche Variante ist 5. Kf7 Dd4 6. Kg8 Dd8+ 7. Kg7 Dg5+ 8. Kf7 Dh6 9. Kg8 Dg6+ 10. Kh8 Kb5! 11. a6 Df7 12. a7 Df8 matt.
Mit 1. a5–a6!! wird diese Möglichkeit von Anfang an verhindert, das Endspiel bleibt remis.

## Leben
Faragó besuchte die Hochschule in Kecskemét, studierte Polytechnik in Budapest, wurde Geodäsie-Ingenieur und promovierte dort. Im Jahr 1910 ließ er sich in Kolozsvár nieder, das nach dem Ersten Weltkrieg, am 4. Juni 1920 durch den Vertrag von Trianon an Rumänien angegliedert wurde.
In den letzten Minuten seines Lebens spielte Faragó auf seinem Taschenschachbrett, das ihm später als Grabbeigabe beigelegt wurde.

## Buch
- Új gondolatok a művészi sakkban. (Neue Ideen im künstlerischen Schach.) Ifjúsági Kiadó, Bukarest 1958.